# 美咲町 (新潟市)
美咲町（みさきちょう）は、新潟県新潟市中央区の町字。現行行政地名は美咲町一丁目及び美咲町二丁目。住居表示実施済み区域。郵便番号は950-0954。

## 概要
1996年（平成8年）から現在までの町名。昭和初期に信濃川の埋め立てによってできた土地。町名の「美咲」は、当時女児の命名数で5年連続首位であった。

### 隣接している町字
北から東回り順に、以下の町字と隣接する。
- 大島
- 鳥屋野
- 網川原
- 新光町

※ 信濃川を挟んで関南町、平島、小新、山田と隣接。

## 歴史
1990年、東洋瓦斯化学工業の工場廃止に伴い、25.4haの敷地を鹿島建設と三井物産がそれぞれ40％、三井不動産と帝石不動産がそれぞれ10%取得し、共同事業体を組成。
1991年、新潟県が策定した「にいがた21戦略プロジェクト」において、国際交流センターを整備する構想が発表された。
1992年、共同事業体によって「網川原地区再開発計画」が策定され、「網川原地区再開発地区計画」として都市計画決定。「クロスシティ計画」と銘打ち、A・B地区を住宅地区、C・D・E地区を商業業務地区として開発が進められた。当初は信濃川対岸の大堀幹線(市道大堀線)に抜ける形で、(仮称)大堀橋の新規架橋も計画されていた。
1993年、新潟県が土地公社を経由し、国際交流センターの用地として共同事業体からE地区の5.6haを取得。展示場や国際会議場を美咲町に整備する計画だった。しかし、同時に進められていた万代島再開発事業に国際交流拠点としての機能も持たせることになったことから計画は頓挫。以降長年の間遊休地となる。
1996年7月1日、網川原、鳥屋野、大島の一部から分立し、美咲町となる。
1998年5月 - 8月、手塚眞監督撮影の映画『白痴』のオープンセットが組まれ、撮影が行われる。5月24日に映画『白痴』のオープンセットが一般公開された。
1999年8月、国はD地区の5.5haを合同庁舎建設用地として取得。
2005年、新潟県は土地公社が取得したE地区の含み損が約67億円にのぼることを発表。開発可能性調査の公募なども行ったが土地利用は進まなかった。
2005年9月30日、D地区に新潟美咲合同庁舎1号館が竣工。
2012年3月31日、D地区に新潟美咲合同庁舎2号館が竣工。
2016年から2018年にかけ、E地区の県有地は順次売却され、現在は新潟県赤十字血液センターやアウディ新潟などが立地している。

## 世帯数と人口
2018年（平成30年）1月31日現在の世帯数と人口は以下の通りである。
| 丁目         | 世帯数  | 人口    |
| ------------ | ------- | ------- |
| 美咲町一丁目 | 527世帯 | 1,271人 |

## 小・中学校の学区
市立小・中学校に通う場合、学区は以下の通りとなる。
| 丁目         | 番地 | 小学校               | 中学校             |
| ------------ | ---- | -------------------- | ------------------ |
| 美咲町一丁目 | 全域 | 新潟市立鳥屋野小学校 | 新潟市立上山中学校 |
| 美咲町二丁目 | 全域 | 新潟市立鳥屋野小学校 | 新潟市立上山中学校 |

## 地域

### 1丁目
主な企業、施設
- 新潟美咲合同庁舎
- 中央グループ
- 中越運送
- ヤマト運輸新潟鳥屋野宅急便センター
- 老人ホーム美咲の里

### 2丁目
主な企業、施設
- ラウンドワンスタジアム新潟店
- ホンマ健康ランド
- アルビレックス新潟
- アルビレックス新潟サッカースクール事務局
- 新潟いすゞ自動車
- 新潟市立鳥屋野小学校